# Шеф (фільм, 1933)
Шеф (англ. The Chief) — американська кінокомедія режисера Чарльза Райснера 1933 року.

## У ролях
- Ед Вінн — Генрі Саммерс
- Чарльз «Чік» Сейл — дядько Джо
- Дороті Макейл — Діксі Дін
- Вільям «Стейдж» Бойд — Ден «Денні» О'Рурк
- Ефі Еллслер — Ma Саммерс
- С. Генрі Гордон — Пол Клейтон
- Міккі Руні — Віллі
- Бредлі Пейдж — Даппер Ден
- Пернелл Претт — Ел Морган
- Джордж Гівот — торговець одягом
- Том Вілсон — Блінк, бандит
- Нат Пендлтон — Великий Майк, бандит
- Боб Перрі — Френк, бандит